# Cotel Kornél
| Cotel Kornél                              | Cotel Kornél |
| Kattints az alábbi külső linkek egyikére! | Kattints az alábbi külső linkek egyikére!                                                                                   |
| ----------------------------------------- | --- |
| Nem található szabad kép.(?)              | |
| külső link · jogvédett                    | Cotel Kornél (1917–2008) és második feleségének, György Kosztik Magdolna (1929–1997) sírja a soproni Szent Mihály temetőben |

Cotel Kornél (Korompa, 1917. március 2. – Sopron, 2008. március 17.) magyar közgazdász, egyetemi tanár, a Közgazdasági és Jogi Könyvkiadó irodalmi vezetője.

## Szakmai életútja
A Soproni Állami Széchenyi István Reálgimnáziumban jeles eredménnyel 1935-ben érettségizett. Osztályfőnöke Vas Jenő volt. A József Nádor Műszaki és Gazdaságtudományi Egyetem Közgazdaságtudományi Karán 1939-ben diplomát szerzett. Egyetemi évei alatt 1939-ben ifjúsági elnök volt.
1940-ben doktorált, 1979-ben szerezte meg a közgazdaságtudományok kandidátusi fokozatot. Értekezésének a címe: „A szervezéselméleti eredmények hatása a vállalati szervezési módszerek fejlődésére"
1938–1939-ben a József Nádor Műszaki és Gazdaságtudományi Egyetem tanársegéde, majd 1939-ben könyvelő Weiss Manfréd Acél- és Fémművekben. 1939–1948 között a Rimamurány-Salgótarjáni Vasmű Budapesti Központjának titkárságvezetője.
1948-ban a Magyar Vasötvözetgyár adminisztratív vezetője. 1948–1949-ben a Nehézipari Központ szervezési osztályvezetője, 1949-ben az EMAG kereskedelmi főosztályvezetője, 1949–1952 között a Kohó- és Gépipari Minisztérium kohászati iparági főelőadója. 1952–1953-ban a Gazdasági és Műszaki Akadémia docense, majd 1953–1961 között az MKKE Ipargazdaságtani Tanszék egyetemi adjunktusa, 1961–1984 között pedig egyetemi docense.
A Minisztertanács 1041/1985. (VII. 1.) számú határozata alapján 1985-ben egyetemi tanárrá nevezték ki.
1963–1987 között a Közgazdasági és Jogi Könyvkiadó szerkesztője, majd 1967-től irodalmi vezetője. A magyarországi vállalatgazdaságtani és vezetéstudományi szakirodalom megindítója. 1985-ben másodállású egyetemi tanárnak nevezték ki a Marx Károly Közgazdaságtudományi Egyetemen.
A Minisztertanács 1031/1987. (II. 30.) számú határozata egyetemi tanárok felmentéséről. Hetven éves korában, 1987. október 31-én nyugdíjba vonult.
1946–1949 között a Gazdaság című szaklap szerkesztő bizottságának a tagja.
1970-ben az MTA Szervezéstudományi Bizottságának a titkára.
Szülei Cotel Ernő (Salgótarján, 1879. április 23. – Budapest, 1954. november 8.) kohómérnök, a Magyar Tudományos Akadémia tagja. Rajzinger Jolán. Nagyapja Cotel Ernő Ágost. (Franciaország, 1839- Likér, 1887 június 29)
Testvére Cotel Klára, Claus Alajos (1908–1988) Kossuth-díjas kohómérnök hitvese. Első felesége Kobler Margit 1980-ban halt meg és a Farkasréti temetőben nyugszik. Kobler Margit szülei: Kobler Ede Alajos (1882-) és Emődi Margit Mária Antónia (1883–1961)
Második feleségével, György Kosztik Magdolnával közös sírja a soproni Szent Mihály temetőben (új temetőben) található. 2022 októberében Cotel Kornél és Cotel Kornélné hamvait a Régi Szent Mihály temetőbe helyeztették át.

## Díjai, elismerései
- Munka Érdemrend ezüst fokozata (1972)[15]
- Munka Érdemrend arany fokozata (1977)[16]
- Széchenyi István-emlékérem (1987)[17]
- A Magyar Népköztársaság Csillagrendje (1987)[18]

## Legfontosabb publikációi
- Kohóipari üzemek tervezése és szervezése. (társszerzők: Elek György, Páljános Gyula) Budapest, 1952
- Iparvállalati gazdaságtan. Társszerző: Szendrovits Zoltán. KJK. 1958
- A gépgyártás programozása. Budapest. Közgazdasági- és Jogi Könyvkiadó. 1960.
- A termelés tervezése. (A népgazdaság és a vállalat) Budapest. 1963.
- Iparvállalati tervezés és szervezés. Tankönyvkiadó, 1962
- Gyártáselőkészítés (Vállalati Kiskönyvtár) KJK. 1962
- Iparvállalatok vezetése, szervezése és tervezése. I. kötet. [szerk. Varga Sándor] Társszerzők: Rabi Béla, Varga Sándor. KJK. 1966

- Hálódiagramos irányítási, tervezési és ellenőrzési módszerek. Vezetési ismeretek. Budapest. 1967.

- Gépipari üzemek gazdaságtana és szervezése. Műszaki Könyvkiadó, 1967. 2. kiadás. 1972
- Vállalati folyamatok rendszerszemléletű szervezése. KJK. 1981
- Iparvállalatok szervezése és irányítása. Vállalati folyamatok rendszerszemléletű szervezése. Tankönyvkiadó, 1984. 2. kiadás, 1985. 3. kiadás. 1987
- Организация производства на предприятии. Экономика, Moskva, 1984